# Katîn
Katîn (în rusă: Каты́нь, în poloneză: Katyń) este un sat din regiunea (oblastul) Smolensk din Rusia, aflat la aproximativ 32 km vest de orașul Smolensk.
Pădurea din apropierea satului a fost scena unui masacru din timpul celui de-al Doilea Război Mondial, în timpul căruia au fost executați ofițerii polonezi prizonieri de război și numeroși civili de către armata sovietică.